# Problema del marc
En intel·ligència artificial, amb implicacions per a la ciència cognitiva, el problema del marc descriu un problema amb l'ús de la lògica de primer ordre per expressar fets sobre un robot al món. Representar l'estat d'un robot amb la lògica tradicional de primer ordre requereix l'ús de molts axiomes que simplement impliquen que les coses de l'entorn no canvien arbitràriament. Per exemple, Hayes descriu un "món de blocs" amb regles sobre l'apilament de blocs. En un sistema lògic de primer ordre, es requereixen axiomes addicionals per fer inferències sobre l'entorn (per exemple, que un bloc no pot canviar de posició tret que es mogui físicament). El problema del marc és el problema de trobar col·leccions adequades d'axiomes per a una descripció viable d'un entorn de robot.
John McCarthy i Patrick J. Hayes van definir aquest problema en el seu article de 1969, Some Philosophical Problems from the Punto de vista de la Intel·ligència Artificial. En aquest article, i molts que van venir després, el problema matemàtic formal va ser un punt de partida per a discussions més generals sobre la dificultat de la representació del coneixement per a la intel·ligència artificial. Qüestions com ara com proporcionar hipòtesis racionals per defecte i què els humans consideren sentit comú en un entorn virtual.
En filosofia, el problema del marc es va interpretar més àmpliament en relació amb el problema de limitar les creences que s'han d'actualitzar en resposta a les accions. En el context lògic, les accions s'especifiquen normalment pel que canvien, amb el supòsit implícit que tota la resta (el marc) roman sense canvis.

## Descripció
El problema del marc es produeix fins i tot en dominis molt simples. Un escenari amb una porta, que pot estar oberta o tancada, i una llum, que pot estar encès o apagat, està representat estàticament per dues proposicions. {\displaystyle \mathrm {open} } i {\displaystyle \mathrm {on} }. Si aquestes condicions poden canviar, es representen millor per dos predicats {\displaystyle \mathrm {open} (t)} i {\displaystyle \mathrm {on} (t)} que depenen del temps; aquests predicats s'anomenen fluents. Un domini en què la porta està tancada i la llum apagada a l'instant 0, i la porta oberta a l'instant 1, es pot representar directament en lògica per les fórmules següents:
{\displaystyle \neg \mathrm {open} (0)}
{\displaystyle \neg \mathrm {on} (0)}
{\displaystyle \mathrm {open} (1)}
Les dues primeres fórmules representen la situació inicial; la tercera fórmula representa l'efecte d'executar l'acció d'obrir la porta en el moment 1. Si aquesta acció tingués condicions prèvies, com ara l'obertura de la porta, hauria estat representada per {\displaystyle \neg \mathrm {locked} (0)\implies \mathrm {open} (1)}. A la pràctica, es tindria un predicat {\displaystyle \mathrm {executeopen} (t)} per especificar quan s'executa una acció i una regla {\displaystyle \forall t.\mathrm {executeopen} (t)\implies \mathrm {open} (t+1)} per especificar els efectes de les accions. L'article sobre el càlcul de la situació ofereix més detalls.
Tot i que les tres fórmules anteriors són una expressió directa en la lògica del que es coneix, no n'hi ha prou per treure correctament les conseqüències. Tot i que les condicions següents (que representen la situació esperada) són coherents amb les tres fórmules anteriors, no són les úniques.
| {\displaystyle \neg \mathrm {open} (0)} | {\displaystyle \mathrm {open} (1)}    |
| {\displaystyle \neg \mathrm {on} (0)}   | {\displaystyle \neg \mathrm {on} (1)} |

De fet, un altre conjunt de condicions que és coherent amb les tres fórmules anteriors és:
| {\displaystyle \neg \mathrm {open} (0)} | {\displaystyle \mathrm {open} (1)} |
| {\displaystyle \neg \mathrm {on} (0)}   | {\displaystyle \mathrm {on} (1)}   |

El problema del marc és que especificar només quines condicions es modifiquen per les accions no implica que no es modifiquin totes les altres condicions. Aquest problema es pot resoldre afegint els anomenats "axiomes de marc", que especifiquen explícitament que totes les condicions no afectades per les accions no es modifiquen mentre s'executa aquesta acció. Per exemple, com que l'acció executada en el temps 0 és la d'obrir la porta, un axioma de marc indicaria que l'estat de la llum no canvia del temps 0 al temps 1:
{\displaystyle \mathrm {on} (0)\iff \mathrm {on} (1)}
El problema del marc és que un d'aquests axiomes és necessari per a cada parell d'accions i condicions de manera que l'acció no afecti la con En altres paraules, el problema és el de formalitzar un domini dinàmic sense especificar explícitament els axiomes del marc.
La solució proposada per McCarthy per resoldre aquest problema implica suposar que s'han produït una quantitat mínima de canvis de condició; aquesta solució es formalitza utilitzant el marc de la circumscripció. El problema de tir de Yale, però, mostra que aquesta solució no sempre és correcta. Aleshores es van proposar solucions alternatives, que implicaven la completació de predicats, l'oclusió fluïda, els axiomes d'estat successor, etc.; s'expliquen a continuació. A finals de la dècada de 1980, es va resoldre el problema del marc definit per McCarthy i Hayes. Fins i tot després d'això, però, el terme "problema del marc" encara es va utilitzar, en part per referir-se al mateix problema però sota diferents escenaris (per exemple, accions concurrents), i en part per referir-se al problema general de representar i raonar amb dominis dinàmics.

## Solucions
Les solucions següents mostren com es resol el problema del marc en diversos formalismes. Els formalismes en si no es presenten íntegrament: el que es presenta són versions simplificades que són suficients per explicar la solució completa.

### Solució d'oclusió fluida
Aquesta solució va ser proposada per Erik Sandewall, que també va definir un llenguatge formal per a l'especificació de dominis dinàmics; per tant, aquest domini es pot expressar primer en aquest idioma i després es pot traduir automàticament a la lògica. En aquest article, només es mostra l'expressió en lògica i només en el llenguatge simplificat sense noms d'acció.
La raó d'aquesta solució és representar no només el valor de les condicions al llarg del temps, sinó també si es poden veure afectades per l'última acció executada. Aquesta última està representada per una altra condició, anomenada oclusió. Es diu que una condició està oclusa en un punt de temps determinat si s'acaba d'executar una acció que fa que la condició sigui vertadera o falsa com a efecte. L'oclusió es pot veure com un "permís per canviar": si s'oclueix una condició, s'allibera d'obeir la restricció d'inèrcia.

### Solució de finalització de predicats
Aquesta codificació és similar a la solució d'oclusió fluida, però els predicats addicionals denoten canvi, no permís per canviar. Per exemple, {\displaystyle \mathrm {changeopen} (t)} representa el fet que el predicat {\displaystyle \mathrm {open} } canviarà amb el temps {\displaystyle t} a {\displaystyle t+1}. Com a resultat, un predicat canvia si i només si el predicat de canvi corresponent és cert. Una acció dóna lloc a un canvi si i només si fa que una condició que abans era falsa era certa o viceversa.

### Solució d'axiomes d'estat successor
El valor d'una condició després de l'execució d'una acció es pot determinar pel fet que la condició és certa si i només si:
1. l'acció fa que la condició sigui vertadera; o
2. la condició era certa prèviament i l'acció no la fa falsa.

### Solució de càlcul fluida
El càlcul fluid és una variant del càlcul de situació. Resol el problema del marc utilitzant termes lògics de primer ordre, en lloc de predicats, per representar els estats. La conversió de predicats en termes en lògica de primer ordre s'anomena reïficació; el càlcul fluït es pot veure com una lògica en què els predicats que representen l'estat de les condicions són cosificats.